# حامی (آلبوم)
 حامی نام یک آلبوم موسیقی اثر حمیدرضا حامی، هنرمند ایرانی است که در سبک پاپ تهیه شده و دارای ۸ آهنگ است.

## فهرست آهنگ‌ها
| ردیف | آهنگ          |
| ۱    | مقصد          |
| ۲    | آدمک          |
| ۳    | حامی          |
| ۴    | کسی‌نیست       |
| ۵    | ترانه‌های سکوت |
| ۶    | دیدار         |
| ۷    | رهگذر         |
| ۸    | هیاهو         |